# Brigeen Doran
Brigeen Doran (* 1954 in Greystones/Irland) ist eine irisch-schweizerische Jazzsaxophonistin (Alt- und Tenorsaxophon).
Doran zog fünfjährig mit ihrer Familie nach Luzern. Durch den Vater, einen Balladensänger, mit Musik in Berührung gekommen, beeinflusste sie dann auch ihr älterer Bruder Christy Doran, der seit 1969 Jazzrock spielte. Sie studierte Saxophon bei Urs Leimgruber (an der Jazz Schule Luzern) und bei Andy Scherrer an der Swiss Jazz School in Bern. Sie gründete ihre erste Band KIOL mit dem Gitarristen Heinz Affolter, dem Pianisten Raoul Walton und dem Bassisten Fernando Saunders. Mit dieser Band nahm sie zwei Alben auf (Take It On, 1979; Sunny Day, 1980). Mit KIOL trat sie 1983 als Vorgruppe von Billy Cobham auf. Mit ihrem zweiten Bruder, dem Schlagzeuger Dave Doran, Mark Koch und Fredy Miller tourte sie als Doran, Cook & Miller, beispielsweise 1986 durch Ostdeutschland. In den frühen 1990er Jahren spielte sie mit Miller, Christy und Dave Doran in der Doran Band, mit der sie 1991 das Album Jazzrap aufnahme und auch in den Vereinigten Staaten auf Gastspielreise war. Sie trat auf internationalen Festivals auf und produzierte in New York ihr Album "Bright Moments" (1993) mit Fernando Saunders, Christy und Dave Doran. Weiterhin war sie Mitglied von Dave Dorans "New Rhythm Culture" mit Joseph Bowie, Kelvin Bell und Jean-Paul Bourelly. In ihrer Jazz/Funk Formation BB-Funk spielt sie mit Marco Figini, Andy Hermann, Dave Doran und Gianni Luescher; weiterhin spielt sie im Oktett X-elle.
Brigeen Doran ist Dozentin für Saxophon an der Hochschule Luzern und Leiterin des dortigen Female Band-Workshops.